# زير كويية (أسفيتش)
زیر کوییة (بالفارسية: زیرکوییه) هي قرية تقع في إيران في قسم أسفیتش الريفي. يقدر عدد سكانها بـ 255 نسمة بحسب إحصاء 2016.